# Dichlordiphenylmethan
Dichlordiphenylmethan ist eine chemische Verbindung aus der Gruppe der Chloralkane.

## Gewinnung und Darstellung
Dichlordiphenylmethan kann durch Reaktion von Benzophenon mit Phosphorpentachlorid dargestellt werden. Alternativ kann Dichlordiphenylmethan durch Umsetzung von Benzol mit Tetrachlorkohlenstoff und wasserfreiem Aluminiumchlorid als Katalysator in einer doppelten Friedel-Crafts-Alkylierung hergestellt werden.

## Eigenschaften
Dichlordiphenylmethan ist eine klare hellgelbe Flüssigkeit, die  heftig mit Wasser reagiert.

## Verwendung
Dichlordiphenylmethan wird als Zwischenprodukt zur Herstellung anderer chemischer Verbindungen verwendet. Es wird auch für antimikrobielle Textilbeschichtungen eingesetzt.